# Krušynka
Krušynka (ukrajinsky Крушинка, rusky Крушинка – Krušinka) je vesnice v Kyjevské oblasti na Ukrajině. K roku 2001 v ní žilo 347 obyvatel.

## Poloha
Krušynka leží několik kilometrů severovýchodně od Vasylkiva, správního střediska rajónu. Kyjev, hlavní město celé Ukrajiny, je od ní vzdálen jen několik desítek kilometrů severovýchodně a významnou část zástavby tak tvoří letní chaty Kyjevanů.

## Dějiny
První zmínka o vsi je z šestnáctého století. Podle místní legendy je její název odvozen od ukrajinského označení řešetláku.
Kostel zde stál již v 19. století, ale byl za sovětské éry zbořen. Nový kostel byl postaven v 90. letech 20. století.